# مجلس الدول المطلة على البحر الأحمر وخليج عدن
 مجلس الدول العربية والأفريقية المطلة على البحر الأحمر وخليج عدن هو منظمة إقليمية تضم دولاً في آسيا وأفريقيا حيث ينتمى جميع أعضاء المجلس إلى مجموعة الدول التي هي مطلة ولها حدود على البحر الأحمر وخليج عدن.
المجموع الكلي لمساحة الدول الأعضاء في المجلس 6,433,763 كم²،

## تاريخ

### إنشاء المجلس

#### الأهداف
أهداف تأسيس المجلس:
- تعزيز أمن الملاحة وحماية التجارة العالمية.
- التعاون السياسي والاقتصادي بين أعضاء المجلس.
- تعزيز الأمن اقليميا وعالميا.
- التنسيق والتشاور حول الممر المائي (البحر الأحمر وخليج عدن - ومنها ضمنيا قناة السويس)

## الدول الأعضاء
| # | الاسم    | العاصمة | القارة  | السكان               | المساحة (كم²) | نظام الحكم | العملة         | م     |
| - | -------- | ------- | ------- | -------------------- | ------------- | ---------- | -------------- | ----- |
| 1 | السعودية | الرياض  | آسيا    | 34,768,627           | 2,150,000     | ملكي       | ريال سعودي     |       |
| 2 | مصر      | القاهرة | أفريقيا | 99,786,000           | 1,002,000     | جمهوري     | جنيه مصري      | [ 3 ] |
| 3 | الأردن   | عمان    | آسيا    | 12.000.000           | 89,342        | ملكي وراثي | دينار أردني    | [ 4 ] |
| 4 | السودان  | الخرطوم | أفريقيا | 40,782,700           | 1,886,000     | جمهوري     | جنيه سوداني    |       |
| 5 | اليمن    | صنعاء   | آسيا    | 26,687,000           | 527,968       | جمهوري     | ريال يمني      |       |
| 6 | الصومال  | مقديشو  | أفريقيا | 9,925,640 (تقريبًا)   | 637,655       | جمهوري     | الشلن الصومالي |       |
| 7 | إريتريا  | أسمرة   | أفريقيا | 5,073,000 (تقريبًا)   | 117,598       | رئاسي      | ناكفا إريتيري  |       |
| 8 | جيبوتي   | جيبوتي  | أفريقيا | 992,333              | 23,200        | جمهوري     | فرنك جيبوتي    |       |
| – | المجموع  | –       | –       | 216,015,300(تقريبًا ) | 6,433,763     | –          | –              |       |

## القوات العسكرية لدول مجلس
| # | الاسم    | القوة                    | معلومات من موقع غلوبال فاير باور خلال أول عام من التأسيس للمجلس | معلومات من موقع غلوبال فاير باور خلال أول عام من التأسيس للمجلس | معلومات من موقع غلوبال فاير باور خلال أول عام من التأسيس للمجلس | معلومات من موقع غلوبال فاير باور خلال أول عام من التأسيس للمجلس | معلومات من موقع غلوبال فاير باور خلال أول عام من التأسيس للمجلس | معلومات من موقع غلوبال فاير باور خلال أول عام من التأسيس للمجلس | م      |
| # | الاسم    | القوة                    | الترتيب عالميا من 137                                           | إجمالي الطائرات                                                 | إجمالي الدبابات                                                 | إجمالي أنظمة الصواريخ                                           | إجمالي المركبات المصفحة                                         | إحمالي الأسطول البحري                                           | م      |
| - | -------- | ------------------------ | --------------------------------------------------------------- | --------------------------------------------------------------- | --------------------------------------------------------------- | --------------------------------------------------------------- | --------------------------------------------------------------- | --------------------------------------------------------------- | ------ |
| 2 | مصر      | القوات المسلحة المصرية   | 9                                                               | 1,054                                                           | 4,295                                                           | 1,084                                                           | 11,700                                                          | 316                                                             | [ 5 ]  |
| 3 | السعودية | القوات العسكرية السعودية | 25                                                              | 848                                                             |                                                                 | 122                                                             | 11,100                                                          | 55                                                              | [ 6 ]  |
| 4 | السودان  | القوات المسلحة السودانية | 69                                                              | 191                                                             | 410                                                             | 20                                                              | 403                                                             | 18                                                              | [ 7 ]  |
| 1 | اليمن    | القوات المسلحة اليمنية   | 73                                                              | 1680                                                            | 3450                                                            | 750                                                             | 14600                                                           | 460                                                             | [ 8 ]  |
| 5 | الأردن   | القوات المسلحة الأردنية  | 76                                                              | 290                                                             | 1313                                                            | 88                                                              | 2847                                                            | 37                                                              | [ 9 ]  |
| 6 | الصومال  | القوات المسلحة الصومالية | 130                                                             | 20                                                              | 10                                                              | 10                                                              | 100                                                             | 3                                                               | [ 10 ] |
| 7 | إريتريا  | /                        | /                                                               | /                                                               | /                                                               | /                                                               | /                                                               | /                                                               | /      |
| 8 | جيبوتي   | القوات المسلحة الجيبوتية | /                                                               | /                                                               | /                                                               | /                                                               | /                                                               | /                                                               | /      |
| – | المجموع  | –                        | –                                                               | 2,610                                                           | 5,781                                                           | 1,607                                                           | 20,800                                                          | 462                                                             | –      |

## السياحة

### أهم المدن
| - الرياض - مكة المكرمة - المدينة المنورة - حائل - جدة - مقديشو - أسمرة - شرم الشيخ - جزيرة تيران |

### أماكن سياحية
| - الرياض - مكة المكرمة - المدينة المنورة - حائل - جدة |